# Oorlogswinter (lied)
Oorlogswinter is een compositie van Harry Bannink.
Bannink schreef de muziek voor de gelijknamige televisieserie uitgezonden in 1975. Herman Schoonderwalt schreef het arrangement voor orkest.
Hans Dorrestijn schreef er niet veel later een tekst bij die handelde over de hongerwinter. Hij vertelde over een vader en zoon, die vanuit de grote stad waar geen voedsel is naar het platteland van Friesland trekken op zoek naar voedsel. De fiets met houten banden gaat volgens zoon niet snel genoeg, terwijl vader van de honger maar langzaam vooruitkomt. Onderdak onderweg wordt dan ook nog geweigerd. Eenmaal in Oosterwolde aangekomen, heeft de jongen te eten. Vader gaat dan al ondervoed weer terug. Na afloop van de oorlog mijmert de zanger:
Ik zat op vrede te wachten
Het kwam niet in mijn gedachten
Dat je me nooit meer zou halen
Je hebt me enkel gebracht
Dorrestijn had zelf nogal moeite met het lied dat gaat over (bewerkte) eigen herinneringen, maar vond het eigenlijk te sentimenteel. Hij kon het zelf pas waarderen toen anderen hem op de schoonheid wezen.
Joost Prinsen nam het lied op onder leiding van muziekproducent Frans Boelen voor zijn album Joost Prinsen ook wel Liedjes van de koude grond, later opgenomen in een CD met de titel Een kop die je zelf niet bevalt. Het verscheen voorts op een verzamelalbum 100 Cabaret hoogtepunten. In 2015 werd het lied opgenomen voor de documentaire De kunst van het lijden over Hans Dorrestijn. In 2018 zong Hans Dorrestijn het lied met alleen pianobegeleiding zelf tijdens de documentaire De grote Harry Bannink podcast over de muziek van Harry Bannink van Gijs Groenteman.